# تئاتر هیپ‌هاپ

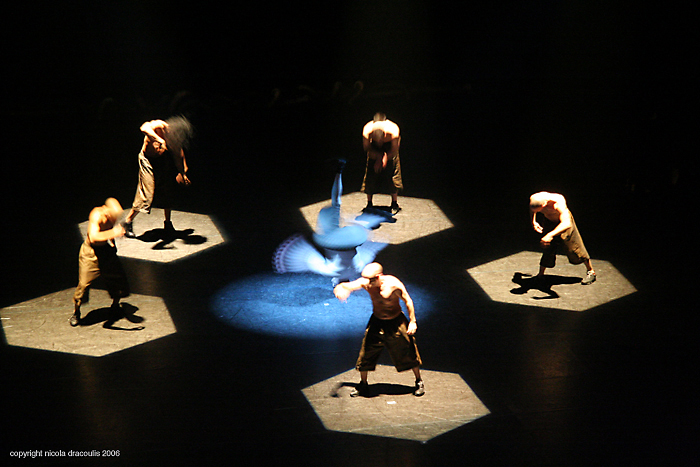
کمپانی رقص هیپ‌هاپ فرانسوی

تئاتر هیپ‌هاپ (به انگلیسی: Hip-hop theater) شکلی از تئاتر است که داستان‌های معاصر را با استفاده از یک یا چند عنصر از چهار عنصر فرهنگ هیپ‌هاپ ارائه می‌کند: بی‌بویینگ، گرافیتی‌نویسی، رپ و دی‌جی. سایر نشانگرهای فرهنگی هیپ‌هاپ مانند کلمات گفتاری، بیت باکسینگ، و رقص را نیز می‌توان گنجاند، اگرچه همیشه وجود ندارند. آنچه از همه مهم‌تر است، زبان قطعه تئاتری و تناسب طرح با جهان است. دنی هوک، بنیانگذار جشنواره تئاتر هیپ‌هاپ، آن را این‌گونه تعریف می‌کند: «تئاتر هیپ‌هاپ باید در قلمرو اجرای تئاتر قرار گیرد و باید توسط و برای نسل هیپ‌هاپ، شرکت‌کنندگان در فرهنگ هیپ‌هاپ یا هر دو باشد.
تولیدات تئاتر هیپ‌هاپ در طیف گسترده‌ای از پلتفرم‌ها از جمله اجراهای تک، جشنواره‌ها و شرکت‌های تئاتر سیار دیده می‌شوند. 